# Вушкович, Лука
Лу́ка Ву́шкович (хорв. Luka Vušković; родился 24 февраля 2007 года в Сплите, Хорватия) — хорватский футболист, центральный защитник английского клуба «Тоттенхэм Хотспур» и сборной Хорватии.

## Клубная карьера
Воспитанник хорватского «Хайдука», Лука Вушкович дебютировал за основную команду клуба 26 февраля 2023 года, выйдя в стартовом составе на матч против загребского «Динамо». 1 марта 2023 года Вушкович забил свой первый гол в профессиональной карьере в матче Кубка Хорватии против клуба «Осиек». Он стал самым молодым автором забитого мяча в истории «Хайдука».
25 сентября 2023 года английский клуб «Тоттенхэм Хотспур» объявил о договорённости по трансферу Вушковича, который состоится 1 июля 2025 года. Лука подписал контракт с новой командой до 30 июня 2030 года.

## Карьера в сборной
Выступал за сборные Хорватии до 15, до 16 и до 17 лет.

## Достижения
«Хайдук»
- Обладатель Кубка Хорватии: 2022/23

## Личная жизнь
Прадед Марко Вушкович провёл 3 матча за «Хайдук» на освобождённом острове Вис во время Второй мировой войны, а позже занимал руководящую позицию. Дед Марио Вушкович играл в академии «Хайдука» в 1970-х и становился чемпионом среди юношей под руководством Томислава Ивича. Отец Луки, Даниэль, также был профессиональным футболистом, а позднее был тренером молодёжной команды «Хайдука». Брат Марио и двоюродный брат Морено — также профессиональные футболисты.